# بالناریو گایوتا
بالناریو گایوتا (به پرتغالی: Balneário Gaivota) یک منطقهٔ مسکونی در برزیل است که در سانتا کاتارینا واقع شده‌است. بالناریو گایوتا ۱۱٬۲۶۰ نفر جمعیت دارد.